# Padonki-Jargon
Als Padonki-Jargon (russisch падонкаффский йазык, йазык падонкафф, олбанский йезыг) wird eine Form der russischen Umgangssprache bezeichnet, die hauptsächlich im Runet (das russischsprachige Internet) verwendet wird. Padonki-Jargon ist eine nicht standardisierte Sprachform mit russischem Wortschatz und einigen grammatischen und phonetischen Besonderheiten.

## Charakterisierung
- Der Aussprache angepasste Schreibweise beim Gebrauch der unbetonten Vokale, oder Ersetzung von Vokalen und Konsonanten:[2][3]
  - das unbetonte о wird wie а geschrieben: положе́ние → палаже́ние;
  - die unbetonten и, е und я werden oft verwechselt: яйцо → ейцо, еда → ида;
  - die Anfangsbuchstaben йа, йо, йу statt я, ё, ю: яд → йад, ёж → йож, юла → йула;
  - жы und шы, чя und щя werden statt жи und ши, ча und ща verwendet: живи → жыви, пиши → пишы;
  - statt тс, тьс, дс wird цц oder ц verwendet: улыбаться → улыбацца, одевается → адиваицца;
  - щ statt сч: счастливый → щя(и)сливый;
  - wenn der Buchstabe в wie stimmloser labiodentaler Frikativ gelesen wird, schreibt man ф oder фф (ausgangs): краса́вчик → кроса́фчег, позитив → по(а)зитифф (entsprechend ist in etwa auch das Wort давай mitunter in der Schreibweise дафай anzutreffen);
  - in einigen Wörtern werden stimmhafte und stimmlose Konsonanten verwechselt, z. B. das Wort медведь wird oft wie медвед gelesen.
- Lexikalische Besonderheiten:
  - die Verschmelzung einiger Wörter zu einem Wort, z. B. ржу (im Sinn смеяться) − не могу wird wie ржунимагу geschrieben;
  - Viele Wörter und Ausdrücke erlangten abweichende Bedeutungen, z. B. превед медвед, падонаг, жжош, аффтар жжот, выпей йаду, аццкий сатана/сотона und andere[4].

## Textprobe
„?А вот лична я так апчаюсь исключитильна ф чатах для паднятия настраения сибе и другим. Настраение паднимаицца (у миня лична) дастатачна сильна. А распазнать граматнава чилавека ат ниграматнава можна па знакам припинания! Сразу видна Ху из Ху?.“